# NGC 4770
NGC 4770 is een spiraalvormig sterrenstelsel in het sterrenbeeld Maagd. Het hemelobject werd op 25 maart 1786 ontdekt door de Duits-Britse astronoom William Herschel.

## Synoniemen
- MCG -1-33-40
- PGC 43804